# Horace Ashenfelter

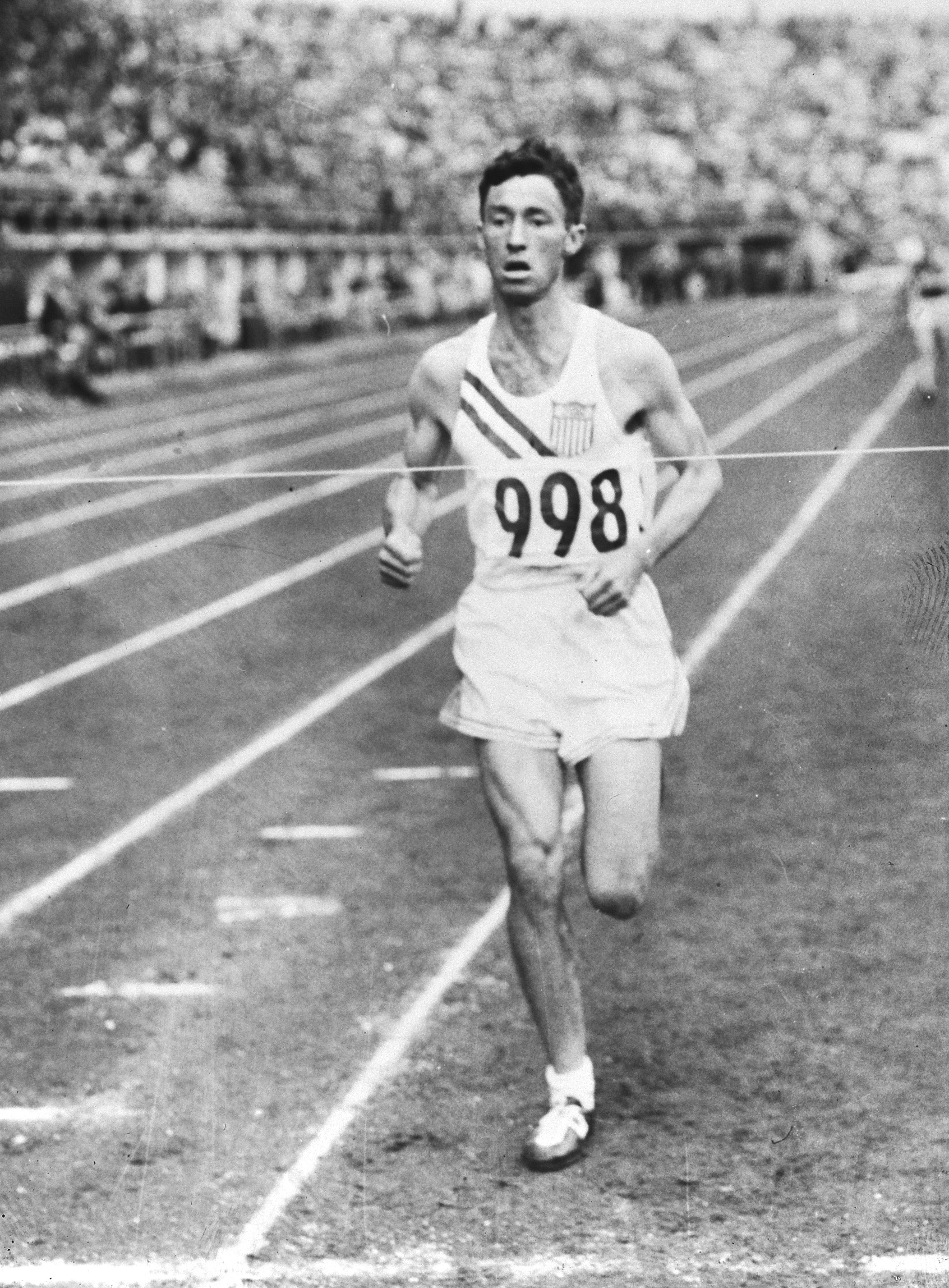
Horace Ashenfelter, 1952

Horace Ashenfelter III (* 23. Januar 1923 in Phoenixville, Pennsylvania; † 6. Januar 2018 in West Orange, New Jersey) war ein US-amerikanischer Leichtathlet und Olympiasieger.

## Biografie
Nach dem Militärdienst während des Zweiten Weltkriegs und seinem Abschluss an der Pennsylvania State University nahm Ashenfelter von 1947 bis 1956 an internationalen Leichtathletikwettkämpfen teil. Insgesamt gewann er 15 AAU-Meistertitel und drei College-Meistertitel.
Obwohl er bei den Olympischen Spielen 1952 in Helsinki zum erweiterten Favoritenkreis zählte, so war Ashenfelters Sieg im 3000-Meter-Hindernislauf eher überraschend. Bereits im Vorlauf lief er einen neuen amerikanischen Rekord, den er im Endlauf noch einmal um fast sechs Sekunden verbesserte. Er gewann vor dem Russen Wladimir Kasanzew und verbesserte dabei dessen Weltrekord. 
Bei einer Körpergröße von 1,78 m betrug sein Wettkampfgewicht 66 kg. Er praktizierte ein reines Intervalltraining. und trainierte meist mit seinem nur ein Jahr jüngeren Bruder Bill Ashenfelter zusammen, der mit ihm in Penn State trainierte, ebenfalls 1952 bei den Olympischen Spielen startete und 1951 Amerikanischer Meister im Crosslauf sowie 1954 Amerikanischer Meister über 3000 Meter Hindernis wurde. Horace war nach seinem Studium für das FBI tätig und startete für den New York Athletic Club. Nach Ende seiner sportlichen Laufbahn als quasi Staatsamateur 1956 wechselte er in die Metallurgie-Branche. Zuletzt lebte Ashenfelter pensioniert in New Jersey. Die Hallen-Leichtathletikanlage der Pennsylvania State University ist nach ihm benannt.